# Inayatullah Shah
Inayatullah Shah ou Enayatullah Shah, né le 20 octobre 1888 à Kaboul et mort le 12 août 1946 à Téhéran en Iran, est un roi d'Afghanistan qui régna du 14 au 17 janvier 1929.

## Biographie
Fils aîné de l'émir Habibullah Khan, il est formé dans l'école militaire de Kaboul. Jeune prince réformiste, il dirige les affaires de l'Instruction publique durant les règnes de son père et est à l'origine de l'imprimerie nationale Matbaa-e-Inayat. Son père lui décerne le titre de Moïn-Sultanat « l'Assistant de la royauté ».
En février 1919, alors qu'il accompagne la cour à la chasse royale, un drame le frappe quand son père l'émir est assassiné. Aussitôt son oncle Nasrullah Khan s'auto-proclame émir alors qu'Inayatullah est l'héritier légitime et présomptif du trône. Le jeune prince et son frère Hayatullah reconnaissent leur oncle comme le nouveau souverain, tandis qu'Amanullah Khan, troisième fils de l'émir défunt, refuse de se soumettre et se proclame émir à son tour à Kaboul avec le soutien des notables de la capitale. En reconnaissant son oncle comme roi, Inayattullah perd ses droits à la couronne.
Très vite, les fidèles de l'oncle sont battus par l'armée du jeune Amanullah, nouvel émir du pays. Inayatullah et Hayatullah font cette fois-ci allégeance en faveur de leur cadet. Inayatullah se retire des affaires de l'État en se consacrant à sa vie familiale et à son passe-temps favori la photographie.
Il est marié à Khaïrya Tarzi, la fille aînée de Mahmoud Tarzi et sœur de la future reine Soraya Tarzi. Il est le père de quatre fils :
- Khalilullah Enayat-Seraj constitue une grande collection de photographies d'Afghanistan qui est mondialement connue sous ses initiales « KES ».
- Hamidullah Enayat-Seraj devient ministre de l'Éducation sous le roi Mohammed Zaher.
- Esmatullah Enayat-Seraj devient ingénieur-architecte et réalise comme œuvre la colonne commémorative de Maiwand à Kaboul.
- Khaïrullah Enayat-Seraj poursuit une carrière dans la diplomatie.

Parmi ses filles, Zainab Enayat-Seraj dirige l'Association des femmes afghanes dont la salle de cinéma à Kaboul est baptisée Cinéma Zainab.
Le 14 janvier 1929, alors que le pays est la proie d'une révolte contre son frère le roi Amanullah, ce dernier décide d'abdiquer en sa faveur afin d'éviter un bain de sang. Malgré la popularité d'Inayatullah chez les traditionalistes modérés, le rebelle Bacha e Saqao refuse de le reconnaître et prend possession de la capitale. Inayatullah négocie avec celui-ci son abdication et son départ le 17 janvier. Après trois jours de règne, il va rejoindre son frère, Amanullah Khan à Kandahar, puis, après une escale à Bombay en Inde, il prend le chemin de Téhéran en Iran, où il va vivre encore 15 ans avant de mourir le 12 août 1946. Par la suite, son corps est rapatrié et enterré à côté de son père à Jalalabad.
Ses descendants portent le nom d'Enayat-Seraj et vivent entre les États-Unis, la Suisse et Kaboul.